# Élections législatives de 1986 dans la Loire
Les élections législatives françaises de 1986 ont lieu le 16 mars 1986. Dans le département de la Loire, sept députés sont à élire dans le cadre d'un scrutin proportionnel par liste départementale à un seul tour.

## Élus
| Député élu      |  | Parti    |
| --------------- |  | -------- |
| Christian Cabal |  | RPR      |
| Pascal Clément  |  | UDF (PR) |
| Henri Bayard    |  | UDF (PR) |
| Jean Auroux     |  | PS       |
| Jacques Badet   |  | PS       |
| Guy Le Jaouen   |  | FN       |
| Paul Chomat     |  | PCF      |

## Listes en présence

### Extrême gauche (LO)
| N° | Candidats            | Parti | Parti | Principales fonctions   |
| -- | -------------------- | ----- | ----- | ----------------------- |
| 01 | Sauveur Cuadros      |       | LO    | Monteur mécanicien      |
| 02 | André Moulin         |       | LO    | Employé                 |
| 03 | Alain Maurin         |       | LO    | Ouvrier électricien     |
| 04 | Bernadette Charmant  |       | LO    | Surveillante de collège |
| 05 | Laurent Rigaud-Monin |       | LO    | Enseignant              |
| 06 | Michel Rullière      |       | LO    | Ajusteur-monteur        |
| 07 | Alain Chanal         |       | LO    | Éducateur               |
|    |                      |       |       |                         |
| 08 | Pierre Huou          |       | LO    | Instituteur             |
| 09 | Agnès Villard        |       | LO    | Enseignante             |

### Extrême gauche (MPPT)
| N° | Candidats           | Parti | Parti | Principales fonctions                             |
| -- | ------------------- | ----- | ----- | ------------------------------------------------- |
| 01 | Bernard Marcuccilli |       | MPPT  | Chômeur                                           |
| 02 | Raymonde Soulard    |       | MPPT  | Retraitée                                         |
| 03 | Johan Gouttebroze   |       | MPPT  | Étudiant                                          |
| 04 | Danielle Roy        |       | MPPT  | Professeure de lycée d’enseignement professionnel |
| 05 | Marc Deshors        |       | MPPT  | Ouvrier licencié                                  |
| 06 | Chantal Faugier     |       | MPPT  | Infirmière                                        |
| 07 | Régis Mounier       |       | MPPT  | Cheminot                                          |
|    |                     |       |       |                                                   |
| 08 | Antonia Gleichert   |       | MPPT  | Institutrice retraitée                            |
| 09 | Ghislaine Jarrige   |       | MPPT  | Institutrice                                      |

### Parti communiste français
| N° | Candidats         | Parti | Parti | Principales fonctions                                                                   |
| -- | ----------------- | ----- | ----- | --------------------------------------------------------------------------------------- |
| 01 | Paul Chomat       |       | PCF   | Député sortant et conseiller général du Canton de Saint-Étienne-Nord-Est-2, instituteur |
| 02 | Philippe Rambaud  |       | PCF   | Conseiller régional et adjoint au maire de Roanne, mécanicien                           |
| 03 | Fernand Montagnon |       | PCF   | Conseiller général du Canton du Chambon-Feugerolles et maire de La Ricamarie, armurier  |
| 04 | André Géry        |       | PCF   | Maire de Rive-de-Gier, tourneur                                                         |
| 05 | Françoise Gamper  |       | PCF   | Employée                                                                                |
| 06 | Paul Desroches    |       | PCF   | Conseiller général du Canton de Roanne-Nord et maire de Mably                           |
| 07 | Daniel Durand     |       | PCF   | Instituteur                                                                             |
|    |                   |       |       |                                                                                         |
| 08 | Michèle Badiou    |       | PCF   | Conseillère municipale de Saint-Étienne                                                 |
| 09 | François Tomas    |       | PCF   | Conseiller municipal de Saint-Étienne                                                   |

### Parti socialiste
| N° | Candidats          | Parti | Parti | Principales fonctions |
| -- | ------------------ | ----- | ----- | --- |
| 01 | Jean Auroux        |       | PS    | Ministre de l'Urbanisme, des Transports et du Logement, conseiller général du Canton de Roanne-Sud et maire de Roanne, professeur de l'enseignement technique                |
| 02 | Jacques Badet      |       | PS    | Député sortant, conseiller général du Canton de Saint-Chamond-Sud et maire de Saint-Chamond, professeur de faculté                                                           |
| 03 | Bruno Vennin       |       | PS    | Député sortant et conseiller général du Canton de Saint-Étienne-Sud-Est-1, économiste                                                                                        |
| 04 | Lina Bisaccia      |       | PS    | Professeur |
| 05 | André Reynard      |       | PS    | Professeur, adjoint au maire de Firminy |
| 06 | Martine Souvignet  |       | PS    | Institutrice, conseillère municipale de Saint-Étienne |
| 07 | Jean-Marc Sarnin   |       | PS    | Agriculteur |
|    |                    |       |       | |
| 08 | Nicolas Laurenceau |       | PS    | Employé communal |
| 09 | Jean-Claude Frécon |       | PS    | Instituteur, chargé de mission au cabinet de M. le Ministre de l'urbanisme, du logement et des transports, conseiller général du canton de Feurs, maire de Pouilly-lès-Feurs |

### Les Verts
| N° | Candidats          | Parti | Parti | Principales fonctions                                    |
| -- | ------------------ | ----- | ----- | -------------------------------------------------------- |
| 01 | Paul Privat        |       | LV    | Conseiller municipal de Saint-Chamond, artisan imprimeur |
| 02 | Éric Comte         |       | LV    | Étudiant                                                 |
| 03 | Véronique Béringer |       | LV    | Institutrice                                             |
| 04 | Serge Morel        |       | LV    | Directeur de société                                     |
| 05 | Daniel Fayet       |       | LV    | Dessinateur                                              |
| 06 | Michelle Mathevon  |       | LV    | Institutrice                                             |
| 07 | Yves Jounay        |       | LV    | Professeur technique                                     |
|    |                    |       |       |                                                          |
| 08 | Henri Peillon      |       | LV    |                                                          |
| 09 | Serge Alibert      |       | LV    | Éducateur                                                |

### Opposition (RPR-UDF)
| N° | Candidats             | Parti | Parti   | Principales fonctions                                                                                          |
| -- | --------------------- | ----- | ------- | --- |
| 01 | Christian Cabal       |       | RPR     | Adjoint au maire de Saint-Étienne, médecin                                                                     |
| 02 | Pascal Clément        |       | UDF-PR  | Député sortant, conseiller général du Canton de Néronde et maire de Saint-Marcel-de-Félines                    |
| 03 | Henri Bayard          |       | UDF-PR  | Député sortant, conseiller général du Canton de Saint-Galmier et maire de Veauche, chef de service             |
| 04 | François Priolet      |       | DVD     | Commissaire public, conseiller municipal de Riorges                                                            |
| 05 | Daniel Mandon         |       | UDF-CDS | Conseiller général du Canton de Saint-Genest-Malifaux et maire de Saint-Genest-Malifaux, professeur de faculté |
| 06 | Guy Giraud            |       | RPR     | Conseiller général du Canton de Saint-Étienne-Sud-Ouest-2, agent immobilier                                    |
| 07 | Jean-Pierre Philibert |       | UDF     | Conseiller juridique, adjoint au maire de Saint-Étienne                                                        |
|    |                       |       |         | |
| 08 | Michelle Magat        |       | RPR     | Agricultrice                                                                                                   |
| 09 | Barthélemy Moulin     |       | UDF     | Agriculteur, conseiller général du canton de Saint-Georges-en-Couzan, maire de Saint-Bonnet-le-Courreau        |

### Front national
| N° | Candidats           | Parti | Parti | Principales fonctions |
| -- | ------------------- | ----- | ----- | --------------------- |
| 01 | Guy Le Jaouen       |       | FN    | Agriculteur           |
| 02 | Raymond Beni        |       | FN    | Employé métallurgiste |
| 03 | Claudie Acquiert    |       | FN    | Médecin               |
| 04 | Jean Guillaume      |       | FN    | Clerc de notaire      |
| 05 | Jean-Pierre Mathieu |       | FN    | Ingénieur             |
| 06 | Annick Pietri       |       | FN    |                       |
| 07 | Francis Borie       |       | FN    | Proviseur honoraire   |
|    |                     |       |       |                       |
| 08 | Xavier Picon        |       | FN    |                       |
| 09 | Pierre Gauville     |       | FN    | Médecin               |

## Résultats

### Résultats à l'échelle du département
| Liste Parti politique | Liste Parti politique                                                                                             | Tête de liste       | Tour unique | Tour unique | Sièges |
| Liste Parti politique | Liste Parti politique                                                                                             | Tête de liste       | Voix        | %           | Sièges |
| --------------------- | --- | ------------------- | ----------- | ----------- | ------ |
|                       | Union de l'opposition RPR-UDF Rassemblement pour la République (UDF)                                              | Christian Cabal     | 144 914     | 42,10       | 3      |
|                       | Pour une majorité de progrès avec le président de la République Parti socialiste                                  | Jean Auroux         | 102 807     | 29,87       | 2      |
|                       | Liste de Rassemblement national présentée par le Front national Front national                                    | Guy Le Jaouen       | 44 332      | 12,88       | 1      |
|                       | Liste du Parti communiste français Parti communiste français                                                      | Paul Chomat         | 36 846      | 10,70       | 1      |
|                       | Liste des Verts Les Verts                                                                                         | Paul Privat         | 9 168       | 2,66        | 0      |
|                       | Liste Lutte ouvrière Lutte ouvrière                                                                               | Sauveur Cuadros     | 4 370       | 1,27        | 0      |
|                       | Liste du Mouvement pour un parti des travailleurs Loire Extrême gauche (Mouvement pour un parti des travailleurs) | Bernard Marcuccilli | 1 778       | 0,52        | 0      |
|                       | |                     |             |             |        |
| Inscrits              | Inscrits | Inscrits            | 479 304     | 100,00      | 7      |
| Abstentions           | Abstentions | Abstentions         | 119 115     | 24,85       |        |
| Votants               | Votants | Votants             | 360 189     | 75,15       |        |
| Blancs et nuls        | Blancs et nuls | Blancs et nuls      | 15 974      | 4,43        |        |
| Exprimés              | Exprimés | Exprimés            | 344 215     | 95,57       |        |